# 十和田市站

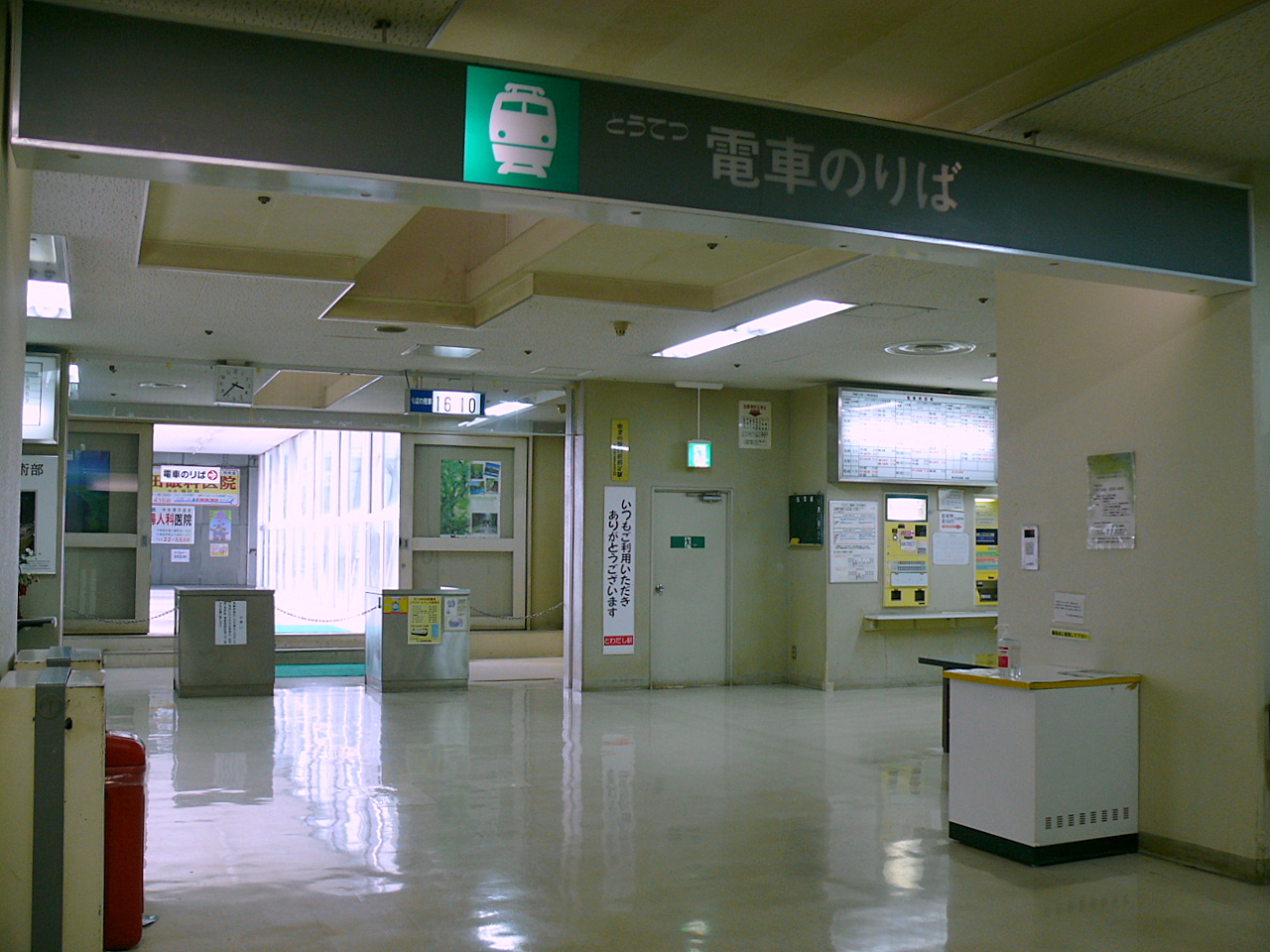
二樓是車站檢票口與車站大堂（2009年9月）

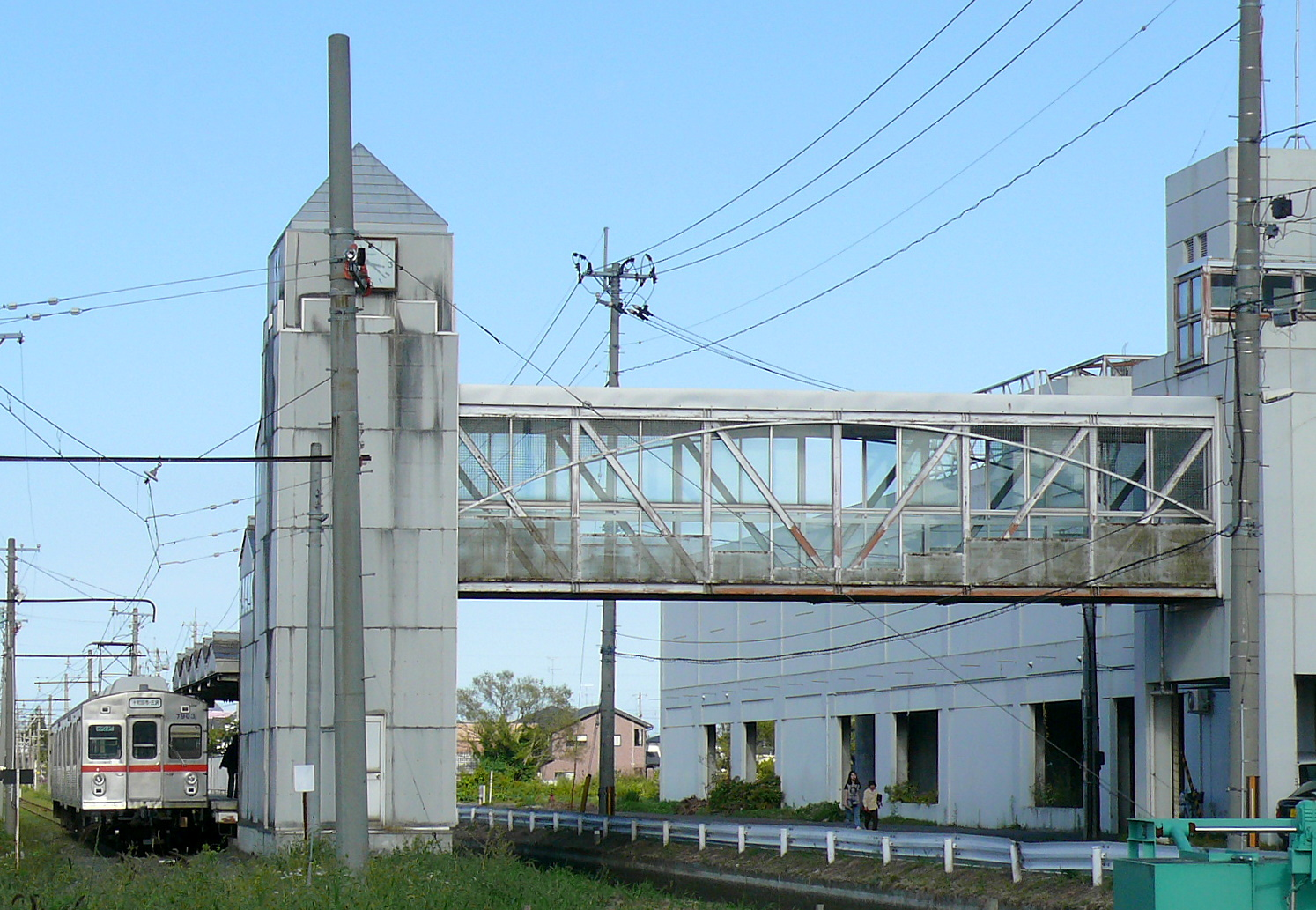
連接車站大樓與月台之間的天橋越跨道路（2009年9月）

十和田市站（日语：／ Towadashi eki */?）是位於青森縣十和田市東一番町，十和田觀光電鐵的十和田觀光電鐵線車站（廢站）。

## 歷史
- 1922年（大正11年）9月5日 - 三本木站啟用[1]。
- 1969年（昭和44年）5月15日 - 車站改名為十和田市站[1]。
- 1985年（昭和60年）10月28日 - 三本木營業所遺址建設了「十鐵車站大廈」，車站功能遷移至該處[1]。舊十和田市站繼續設有貨物業務。
- 1986年（昭和61年）11月1日 - 結束貨物業務[1]。使舊站沒有車站業務。
- 2002年（平成14年） - 選為東北車站百選。
- 2005年（平成17年） - 隨著建設十和田元町購物中心，舊十和田市車站大樓和十和田觀光電鐵舊本社社屋拆毀。
- 2007年（平成19年）3月31日 - 除了車站總站部分、銀行、郵局外，車站大廈內購物中心「十鐵車站大廈店」關閉。
- 2008年（平成20年）3月1日 - （舊）十和田觀光電鐵把業務轉讓給「十鐵」，同時公司名稱改為（新）十和田觀光電鐵[1]。
- 2012年（平成24年）
  - 4月1日 - 十和田觀光電鐵線廢除，此站也廢除[1]。當日起行走的鐵路替代巴士不駛入站內，於道路上新設十和田市站巴士站。
  - 4月13日 - 站內與十鐵相關的租戶撤退。除了鐵路替代巴士外，其他十鐵巴士路線於當日最後一天駛入巴士總站。

## 車站構造
截至車站廢除前，此站是地面車站，設有1面1線的單式月台。車站大樓在車站大廈內，售票櫃臺與檢票口位於大廈2樓。車站大樓與月台之間設有天橋連接，該天橋跨城稻生川和道路。
此站是職員配置站，同時設有運輸事業部鐵道課（舊・鐵道部）。
站內設有2部自動售票機。櫃臺可購買定期票、硬式入場票、紀念車票等其他車票與鐵路商品。
車站大廈內設有Daiei的加盟店「Daiei十鐵站大廈店」，也有其他商戶進駐。
由於此站為「購物中心內設有車站大樓」，因此被選為東北車站百選之一。
後來，該車站大廈納入城市重建計劃，但是一度中止。而大廈於2007年（平成19年）3月31日關閉。
後來車站大廈被多次計劃拆毀重建。在2014年（平成26年）4月前，超市公司Universe取購了大廈，並計劃於該處開設超級市場。
大廈1樓設有巴士詢問處、十和田電鐵觀光社旅遊沙龍（旅行社）、巴士乘車處、蕎麥麵店和商店。另外，在巴士總站附近設有的士站，該的士站只有十鐵子公司十鐵交通的的士候客，市內其他的士公司（[青森的士、奧入瀨的士/八甲的士（2公司共同經營）、三本木的士和十和田的士）的的士不會駛入。

## 巴士路線
十和田觀光電鐵、南部巴士（現時由岩手縣北自動車南部分社繼承事業）和國際興業巴士（只有夜行高速巴士）設有巴士路線駛入。在車站廢除至巴士站廢除之間，巴士站名稱繼續名為「十和田市站」（各公司都是使用相同站名）。

### 十和田觀光電鐵巴士（十和田市站巴士總站）
在2012年4月13日前，部分系統於車站大廈1樓的巴士總站到發。

#### 1號乘車處
- 特急青森線（日语：十和田観光電鉄青森総合営業所#十和田 - 青森線）（途經七戶案內所、陸奧收費道路，青森站、新青森站方向）
- 七戶、野邊地線（七戶案內所、七戶十和田站、野邊地站、馬門溫泉（日语：馬門温泉）方向。部分班次途經芋久保途往七戶十和田站）
- 上北町線（洞內、立崎、上北町站方向）
- 十和田湖觀光線（日语：十和田湖観光線）（十和田市現代美術館、十和田湖分所、燒山、子之口（日语：子ノ口駅）、十和田湖方向）※：季節性行走
- AEON超級中心（日语：イオンスーパーセンター）十和田店（日语：イオン十和田ショッピングセンター）穿梭巴士（100日圓巴士）（中途不可下車）
- 夜行高速巴士「天狼星號（日语：シリウス号 (高速バス)）」（途經八戶（日语：八戸ラピア）前往池袋站東出口、東京站日本橋出口（日语：東京駅のバス乗り場） 十和田觀光電鐵和國際興業聯營）

#### 2號乘車處
- 八戶線（日语：十和田観光電鉄八戸営業所#十和田 - 八戸線）（六戶、下田站/下田繞道、AEON Mall下田（日语：イオンモール下田）前、八戶站、八戶中心街（八日町2番）（日语：八戸市中心市街地）方向，每日3班延長行駛至LAPIA（日语：八戸ラピア））
- 六戶高校（日语：青森県立六戸高等学校）線
- 赤伏/指久保線（十和田市現代美術館、中央醫院（日语：十和田市立中央病院）、十和田市中央、三高前（日语：青森県立三本木高等学校）、小林、藤島、米田、赤伏/指久保方向）
  - 十和田市站出發巴士班次只會前往「赤伏」，前往指久保方向的乘客需要在中途的「四和中」巴士站轉乘巴士。
- 喜多美町線（十和田市現代美術館、中央醫院、十和田市中央、三高前、小林、喜多美町方向）
- 途經赤沼 西高校線（十和田市中央、三高通、赤沼、三日市、西高校（日语：青森県立十和田西高等学校）方向）
- 途經日之出町前往三本木營業所（日语：十和田観光電鉄三本木営業所）（十和田市中央、三高前、日之出町、三本木營業所方向）
- 途經一丁目前往三本木營業所（十和田市中央、一丁目、三本木營業所方向）

#### 3號乘車處
- 燒山線（十和田市中央、十和田市現代美術館、中央醫院、十和田湖分所、法量、燒山方向）
- 前往東醫院
- 前往十和田市中央

#### 其他
- 十和田市站巴士詢問處入口設有巴士車票自動售票機。可以購入八戶線、青森線的來回車票，以及1,000日圓以上高額車票專用的特殊回數票（使用5張車票價錢購入6張車票）。購入的車票只可在十和田市站乘坐十鐵巴士班次，不可在南部巴士（日语：南部バス）的班次上使用（回數票可在南部巴士班次中使用，而十和田市站到發系統的車費中，使用1,000日圓以下的實用性較低）。
- 3號乘車處後方設有下車專用空間。
- 在2012年（平成24年）4月1日起行走的鐵路替代巴士不駛入巴士總站內，停靠於道路新設的巴士站（在2012年4月14日起，所有班次都是十鐵巴士）。

### 南部巴士
南部巴士的十和田市站巴士站不駛入車站大廈內的巴士總站，停靠於鄰接大廈的道路。
另外，南部巴士從「十和田市站」出發後下一站是「元町東」，隨後一站是「十丁目」。「元町東」原本是舊十和田市站的巴士站。在遷移車站大樓後，巴士站改名為「十鐵本社前」。在舊本社建築物拆毀後把巴士站改名。南部巴士「十和田市站」和「元町東」巴士站相距比較近。
另外，在十和田市站巴士站廢除後。南部巴士在十和田市站巴士站東邊600米處開設「東十一番町」巴士站，該巴士站設有折返設施，自此不能在「元町東」巴士站上下車。
- 150（日语：南部バス五戸営業所#十和田市線） 五戶線（一丁目、三高前、小林、藤島、一本松、五戶站（日语：南部バス五戸営業所）方向）

## 車站周邊
- 十鐵車站大廈店（內部設有車站大樓）：2007年（平成19年）3月31日關閉[3]。
- 十和田元町購物中心（建設在舊・十和田市站遺址）
  - K's電機（日语：ケーズホールディングス）十和田店（舊：SUPER電工堂十和田店→K's電機by Denkodo新十和田Powerful館）
  - Wonder Gooby Denkodo十和田店
  - Homac十和田店
- 十和田Pioneer
- 十和田市政廳
- 十和田地域廣域事務組合消防本部
- 十和田郵局（日语：十和田郵便局）
- 十和田市現代美術館（步行20分鐘）
  - JR巴士東北十和田東線（日语：十和田東線）「奧入瀨號」於「十和田市現代美術館」前到發。
- 山崎麵包十和田工場

## 相鄰車站
十和田觀光電鐵
十和田觀光電鐵線
東野團地－十和田市

## 注腳
1. 1 2 3 4 5 6 7 8 9  “特集 希望の軌道”. 廣報三澤 2012年4月号 (三澤市) (2012年4月).
2. ↑  國際興業株式會社社史編纂室編集 《国際興業五十年史》 國際興業，1990年5月。
3. 1 2  “「とうてつ駅ビル」サンシティが交渉断念”. Daily東北 (Daily東北新聞社). (2007年3月31日)
4. ↑  “旧とうてつ駅ビル跡地の開発会社を買収”. Daily東北} (Daily東北新聞社). (2014年5月1日)

## 外部連結
- 维基共享资源上的相關多媒體資源：十和田市站